# Джонс, Брэдли
Брэ́дли Джонс (англ. Bradley Jones, род. 16 мая 1974 года) — английский бывший профессиональный игрок в снукер.

## Карьера
Стал профессионалом в 1991 году после того, как выиграл юниорский турнир Pontins Star of the Future (1989) и достиг финала юниорского чемпионата Британии (1991). Лучший результат Брэдли — четвертьфинал Welsh Open 2000 года. Также он был в 1/16 финала чемпионата мира, 1/8 China International 2000 и Irish Open 1998. В 1994 году Джонс достиг полуфинала нерейтингового Strachan Open. Свой высший брейк — 132 очка — Джонс сделал на чемпионате Британии 2000 года. Его лучший рейтинг — 33-й (сезон 1999/00).